# В поисках Дебры Уингер
«В по́исках Де́бры Уи́нгер» (англ. Searching for Debra Winger) — документальный фильм Розанны Аркетт, снятый во время проведения очередного Каннского кинофестиваля. Фильм вышел на экраны в 2002 году.

## Сюжет
Фильм представляет собой серию интервью знаменитых актрис, которые обсуждают профессиональное и общественное давление, оказываемое на них как на женщин, а также ту ответственность, которую они несут за себя и свою семью.
Интервью дали (в алфавитном порядке написания фамилий актрис на английском языке): Патриция Аркетт, Эммануэль Беар, Лора Дерн, Джейн Фонда, Тери Гарр, Вупи Голдберг, Мелани Гриффит, Дэрил Ханна, Сальма Хайек, Холли Хантер, Дайан Лейн, Келли Линч, Джулианна Маргулис, Катрин Картлидж, Кьяра Мастроянни, Саманта Матис, Фрэнсис Макдорманд, Кэтрин О 'Хара, Джулия Ормонд, Гвинет Пэлтроу, Марта Плимптон, Шарлотта Рэмплинг, Ванесса Редгрейв, Тереза Расселл, Мег Райан, Элли Шиди, Эдриэнн Шелли, Шэрон Стоун, Трейси Ульман, Джобет Уильямс, Элфри Вударт, и Робин Райт.
Единственным мужчиной, которому дали слово в фильме стал Роджер Эберт, популярный кинокритик и теоретик кино.

## Дополнительная информация
- На создание фильма Розанну Аркетт вдохновила история популярной американской актрисы Дебры Уингер, которая в 1995 году на волне нарастающей популярности добровольно прекратила кинокарьеру ради частной жизни.
- Фильм был показан вне конкурса на Каннском кинофестивале 2002 года.